# AsiaWorld–Expo (stacja MTR)
AsiaWorld–Expo – stacja MTR na linii Airport Express w Hongkongu. Stacja znajduje się na wyspie Chek Lap Kok, na której znajduje się także port lotniczy w Hongkongu, i jest zachodnią stacją końcową.
AsiaWorld–Expo to centrum wystawiennicze zaprojektowane, aby mogły się tam odbywać duże targi, wystawy, konwencje oraz koncerty. Stacja znajduje się w sąsiedztwie portu lotniczego. Linia Airport Express została wydłużona o jedną stację, aby ułatwić podróżowanie zarówno odwiedzającym jak i wystawcom. Nową stację oddano do użytku 20 grudnia 2005 roku, w tym samym czasie co centrum wystawowe. Nowy odcinek zapewnia bezpośrednie połączenia z centrum Hongkongu. Stacja jest dostosowana do przyjmowania także pociągów jeżdżących na linii Tung Chung Line (inaczej niż inne stacje na linii Airport Express), w razie potrzeby wzmożenia częstotliwości kursowania pociągów podczas bardzo dużych wystaw lub koncertów.
Pierwsze pociągi odjeżdżają ze stacji AsiaWorld–Expo, ostatnie około 45 minut po północy.